# Институт стекла
ОАО «Институт стекла» — научно-техническая и исследовательская организация в области стекольной промышленности в России, аттестован Министерством науки, высшей школы и технической политики Российской Федерации в качестве научно-исследовательской организации.

## История
В июне 1919 года в Москве на Немецкой улице, д. 34/11 в самом центре бывшей Новой Немецкой слободы появилась Испытательная стекольно-керамическая станция при Научно-техническом отделе ВСНХ со штатом менее 10 человек.
В 1922 году Испытательная стекольно-керамическая станция в Москве стала именоваться Государственным экспериментальным институтом силикатов (ГЭИС, Госинсиликат), в котором основным был отдел стекла.
Институт стекла был организован из Стекольного отдела Института Силикатов в марте 1930 года как Государственный экспериментальный институт стекла. Институт имел семь лабораторий и два филиала: Северо-Кавказский и Сибирский. В 1932 году при Институте был создан Опытный стекольный завод.
В 1940 году при Институте организуется экспериментальная художественная лаборатория.
В 1949 году реорганизован в Государственный научно-исследовательский институт стекла.
В 1980 году Институт стекла награждён орденом Трудового Красного Знамени.
В 1994 году институт был приватизирован и преобразован в акционерное общество.
В начале августа 2021 года появилась информация о предстоящем сносе здания Института стекла в Москве на Душинской улице.

## Ученые ГИС
Основу научной школы составили Китайгородский И. И., Жуковский Г. Ю., Тыкачинский И. Д., Ботвинкин О. К., Сильвестрович С. И., Охотин М. В., Сырицкая З. М., Асланова М. С., Варшал Б. Г., Бреховских С. М., Катаева С. В., Богданова Г. С., Панкова Н. А., Солинов Ф. Г., Полляк В. В., Бондарев К. Т.